# Johann Elias Ridinger
Johann Elias Ridinger (ur. 16 lutego 1698 w Ulm, zm. 10 kwietnia 1767 w Augsburgu) – niemiecki malarz, grafik i rysownik, znany zwłaszcza z wielu serii miedziorytów przedstawiających obrazy z życia zwierząt oraz sceny łowieckie i jeździeckie.

## Życiorys
Naukę malarstwa rozpoczął w wieku 14 lat u malarza Christopha Rescha w Ulm, a następnie studiował rysunek w Teutsche Academie założonej przez Joachima von Sandrarta. Około 1716 r. przeniósł się do Augsburga, gdzie w atelier Johanna Falcha uczył się rysunku zwierząt, zwłaszcza koni. Na zaproszenie hrabiego Wolfa von Metternicha kolejne trzy lata spędził w Ratyzbonie, doskonaląc się w rysowaniu koni dzięki obserwacjom w tamtejszej szkole jeździeckiej. Po powrocie do Augsburga podjął studia z zakresu miedziorytu i akwaforty u Georga P. Rugendasa w tamtejszej Stadtakademie.

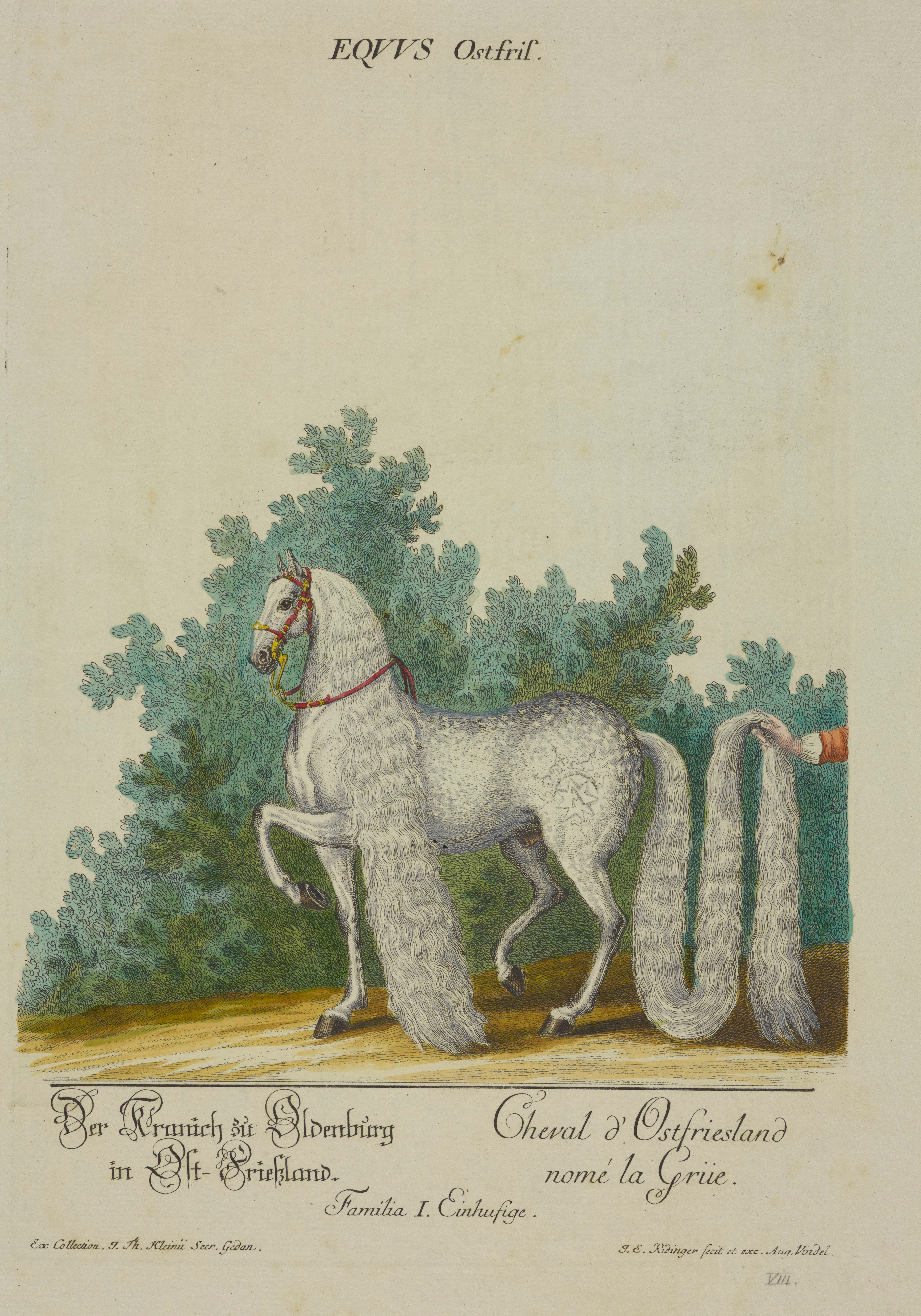
Johann Elias Ridinger, Equus Ostfris

W 1723 r. otworzył w Augsburgu wydawnictwo, w którym rozpoczął wydawać rysowane, a następnie rytowane przez siebie dzieła. Z czasem pracę w nim podjęli również jego synowie Martin Elias (1730-1781) oraz Johann Jacob (1736-1784) – obaj również byli grafikami i rytownikami. W 1759 r., w uznaniu działalności artystycznej i wydawniczej, J. E. Ridinger został powołany na rektora augsburskiej Stadtakademie. Po jego śmierci działalność wydawniczą kontynuowali jego synowie. Później wydawnictwo zmieniło nazwę na Martin Engelbrechtschen Kunsthandlung.

## Twórczość
Główną część prac artysty stanowią dzieła o tematyce łowieckiej, jeździeckiej i przedstawienia dzikich zwierząt. Ridinger, jako baczny obserwator, posiadł umiejętność ukazywania zwierząt w charakterystycznym dla nich ruchu. Sytuował je zwykle na tle krajobrazu, przedstawionego w nieco dekoracyjny, ornamentalny sposób, właściwy dla stylistyki rokokowej. Do najbardziej znanych cykli grafik artysty należą:
- Książęce zabawy łowieckie (36 arkuszy),
- Zwierzęta (126 arkuszy),
- Obserwacje dzikich zwierząt (40 arkuszy),
- Zwierzyna szczwana psami (28 arkuszy),
- Nowa sztuka jazdy (22 arkusze),
- Nowa szkoła jazdy (8 arkuszy),
- Raj (12 arkuszy).

Łącznie J. E. Ridinger stworzył ok. 1600 prac, które cieszyły się uznaniem długo po śmierci artysty. Jego twórczość spopularyzowało wydanie w 1817 r. albumu Galerie Ridingerscher Tier- und Jagdstücke. Liczne wznowienia rycin artysty wychodziły jeszcze przez cały XIX wiek, a pochodzące z nich motywy były także wykorzystywane w zdobieniu porcelany, ceramiki i tapet. W 1856 r. Georg August Wilhelm Thienemann opublikował “Leben und Wirken des unvergleichlichen Thiermalers und Kupferstechers Johann Elias Ridinger” (Leipzig, Weigel, 1856) – obszerne omówienie życia i twórczości Ridingera z katalogiem jego dzieł.
Dzieła Ridingera znajdują się w wielu różnych muzeach świata, oprócz kolekcji niemieckich m.in. w amerykańskim National Museum of Wildlife Art w Jackson, Wyoming, w British Museum w Londynie, w Fitzwilliam Museum w Cambridge, w słowackim Muzeum Leśnictwa i Przemysłu Drzewnego w Zwoleniu (kolekcja w Sv. Antonie obejmuje 28 rycin). W Polsce szereg grafik Ridingera znajduje się w zbiorach Biblioteki Narodowej. Na rynku aukcyjnym pochodzące z epoki odbitki jego rycin są dość rzadkie.